# 酮基丙二酸二乙酯
酮基丙二酸二乙酯（英語：Diethyl oxomalonate）是丙酮二酸（中草酸）的二乙醇酯，其羰基反应活性很高，可发生狄尔斯–阿尔德反应、环加成反应、烯反应。